# Silbermond
Silbermond (tysk: sølvmåne) er et tysk band, fra Bautzen i Sachsen. Bandets medlemmer er Stefanie Kloss, Andreas Nowak, Johannes og Thomas Stolle.

## Diskografi
- 2004: Verschwende deine Zeit
- 2006: Laut gedacht
- 2009: Nichts passiert
- 2012: Himmel auf
- 2015: Leichtes Gepäck